# 아메리칸 항공 11편 테러 사건
아메리칸 항공 11편 테러 사건(영어: American Airlines Flight 11 Terror Incident, AA11)은 2001년 9월 11일 알카에다 소속 테러리스트 5명이 미국 국내선 항공편 '아메리칸 항공 11편'을 납치하여 9·11 테러를 일으킨 사건이다. 이 테러의 주도범인 모하메드 아타는 항공기를 뉴욕 세계 무역 센터 북쪽 타워에 충돌시켰다. 그로 인해 탑승객 92명과 충돌 지점에 있던 사람 다수가 사망했다. 이 항공기는 아메리칸 항공 소속 보잉 767-223ER 기종으로, 원래 미국 매사추세츠주 보스턴 로건 국제공항에서 이륙하여 캘리포니아주 로스앤젤레스 국제공항에 착륙할 예정이었던 아침 미국 대륙 횡단 항공편이었다.
이륙 15분 후, 테러범은 적어도 3명을 부상 입히고, 그중 1명 이상은 사망시켜 조종석으로 침입해 기장과 부기장을 제압했다. 이후 알카에다 멤버이자 상업 조종사 자격증을 가진 모하메드 아타가 항공기를 조종했다. 관제소에서는 승무원이 더 이상 응답하지 않자 비행기에 무슨 일이 발생했다는 것을 알았다. 모하메드 아타가 기내에 전달한 말을 실수로 관제소에 보내 지상에서 비행기가 납치당했음을 인지했다. 기내에서는 항공 승무원 매들린 에이미 스위니와 베티 옹이 아메리칸 항공에 연락을 시도했고, 비행기 납치범에 대한 정보와 승객과 승무원이 부상을 입었음을 알렸다.
이 항공기는 EST 오전 8시 46분 40초에 세계 무역 센터의 북쪽 타워에 충돌했다. 뉴욕 길거리의 수많은 사람이 충돌 순간을 목격했으나, 정작 비디오로 녹화된 장면은 거의 없다. 다큐멘터리 영화 제작자인 쥘 노데가 충돌 장면을 처음부터 끝까지 찍은 유일한 사람이다. 비행기 납치가 확인되기 전까지 뉴스 미디어에서는 충돌 사고가 발생한 것으로 추측하고 속보를 내보냈다. 충돌로 인해 발생한 화재로 충돌 102분 후 북쪽 타워가 붕괴했고, 이로 인해 수백 명이 사망했다. 세계 무역 센터 붕괴 이후 부지 청소 및 복구 작업 중 작업자들이 11편의 사망자에서 나온 물품을 확인했으나 대부분의 신체 조각은 분별할 수 없었다.

## 비행

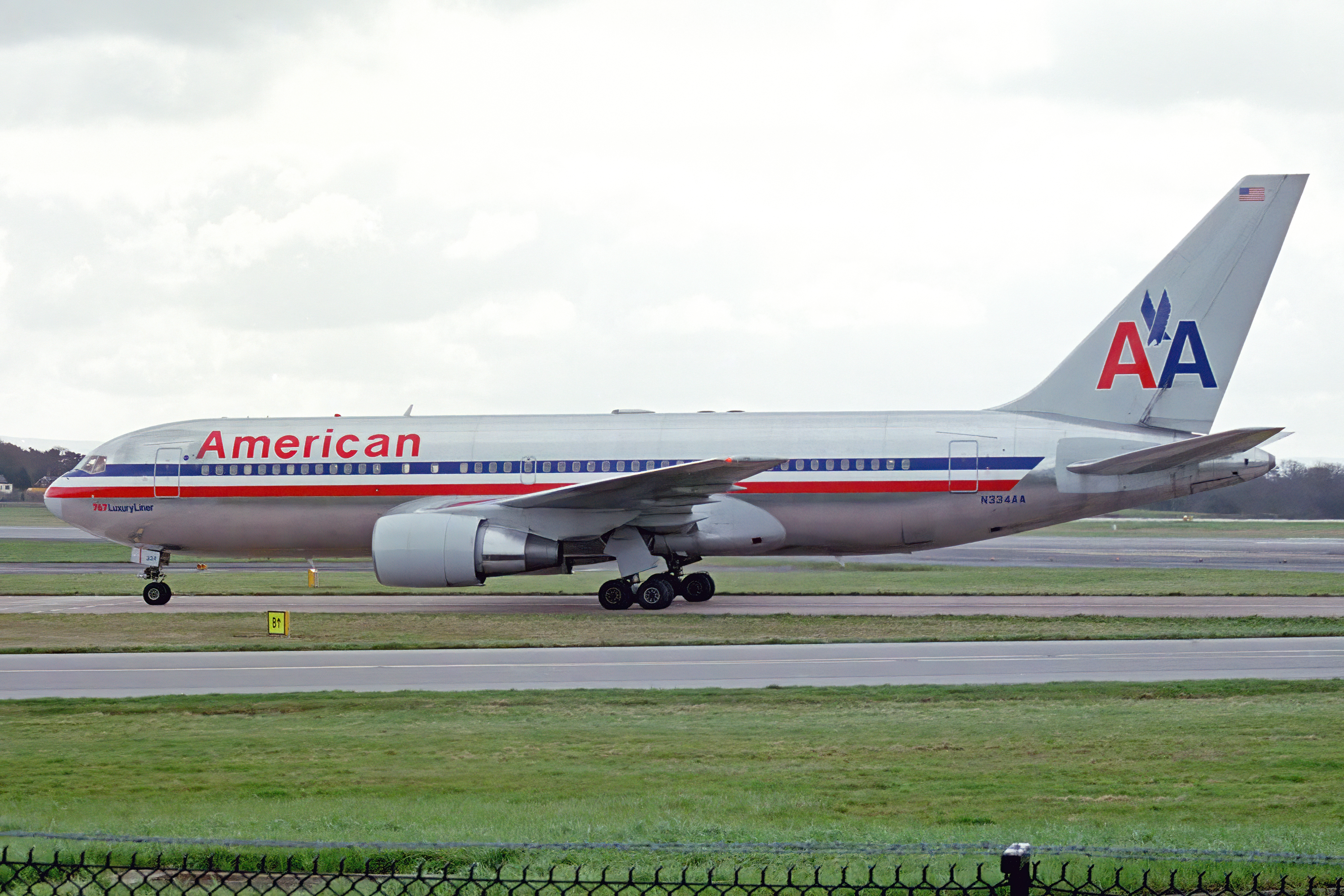
테러 5달 전인 2001년 4월 8일 촬영한 맨체스터 공항의 N334AA.

아메리칸 항공 11편은 1987년 제작된 보잉 767-223ER으로, 항공기 등록번호는 N334AA, 시리얼 번호는 22332이다. 항공기의 최대 허용 승객수는 158명이였으며, 9월 11일 이륙 당시에는 승객 81명과 승무원 11명이 탑승하고 있었다. 수송율은 58.2%였으나 9월 11일 이전 달 항공 11편의 화요일 아침 평균 여객수송율보다 39% 높은 수치였다. 11편의 승무원은 기장 존 오고노브스키, 부기장 토마스 맥기니스, 승무원 바바라 아르스테기, 제프리 콜맨, 사라 로우, 카렌 마틴, 캐슬린 니코시아, 베티 옹, 진 로저, 다니앤 스나이더, 메들렌 에이미 스웨니이다.
그러나 이 사건 이후 텔레비전 시트콤 《프레이저》의 제작자이자 제작이사인 데이비드 엔젤, 그의 부인 린 엔젤, 앤서니 퍼킨스의 부인 배우 베리 버렌슨을 포함한 탑승객 92명이 전원 사망하였다. 《패밀리 가이》의 기획자 세스 맥팔레인은 이 비행기에 탑승할 예정이었으나 실수로 공항에 늦게 도착하여 타지 못했다. 배우 마크 월버그 또한 이 비행기에 탑승할 예정이었으나 탑승 직전 토론토 영화제를 보기로 하면서 티켓을 취소했다. 가수 백스트리트 보이스의 멤버이자 가수인 브라이언 리트럴의 부인인 배우 린해린 리트렐도 비행기에 탑승할 예정이었지만 월버그처럼 직전에 티켓을 취소했다.

### 여행

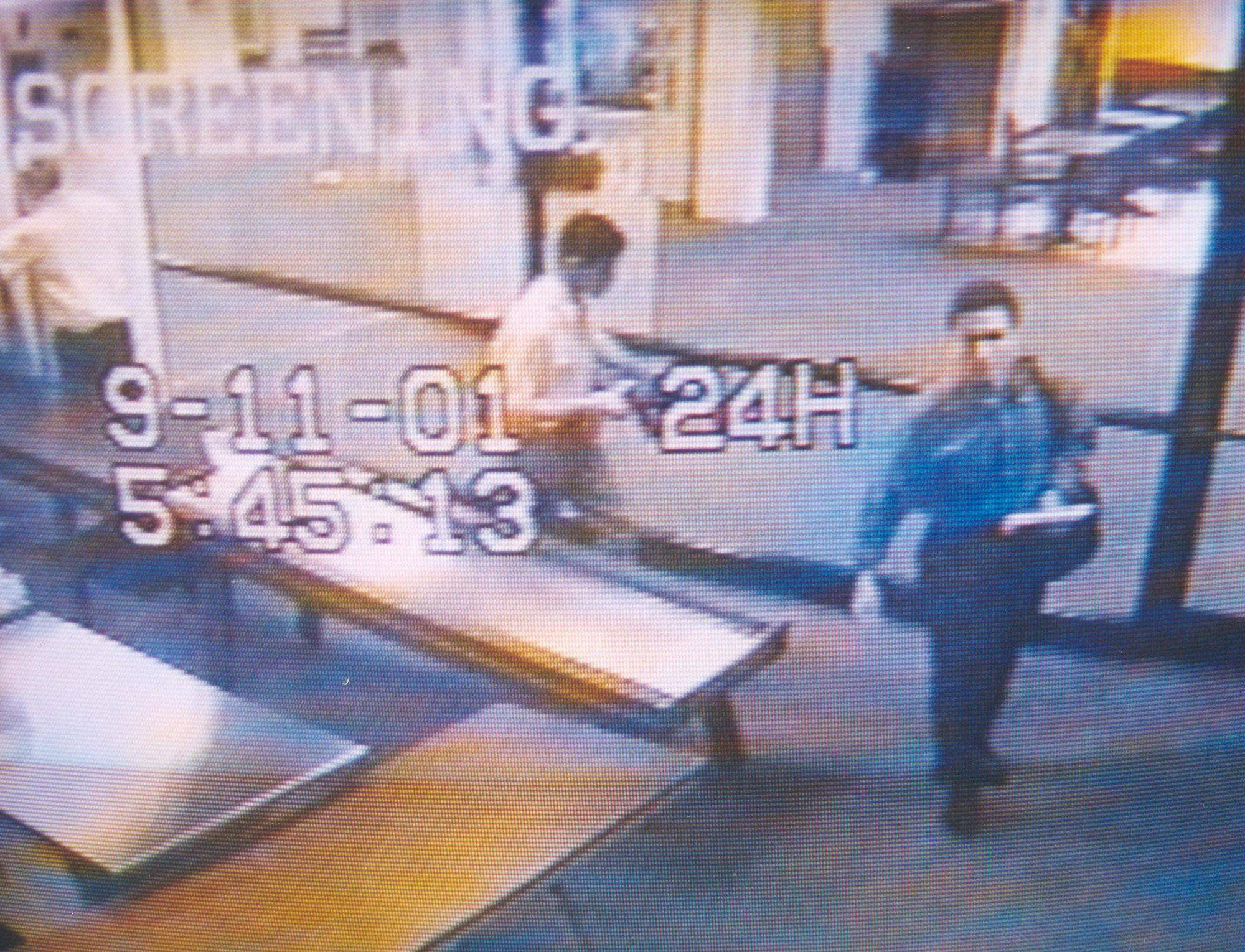
9월 11일 아침, 포틀랜드 국제공항에서 파란색 셔츠를 입은 모하메드 아타와 알오마리가 공항 보안검색대를 통과하는 모습을 촬영한 감시카메라.

공격 주모자인 모하메드 아타와 동료 납치범 압둘라지즈 알오마리는 2001년 9월 11일 EST 오전 5시 41분 포틀랜드 국제공항에 도착했다. 이들은 6시 정각 포틀랜드에서 이륙하여 보스턴에 도착하는 콜간 항공 5930편을 탔다. 두 납치범은 로스앤젤레스까지 가는 연결 항공편 일등석을 구매했다. 아타는 가방 2개, 알오마리는 가방이 없는 채로 탑승했다. 체크인을 할 때에는 컴퓨터 보조 탑승객 사전 검색 시스템(CAPPS)에서 아타의 수화물이 지정되었으나 별다른 문제 없이 통과했다. 이 비행편은 토를랜드에서 정시에 출발하여 6시 45분 보스턴에 도착했다. 또 다른 공범 왈레드 알셰흐리, 와일 알셰흐리, 사탐 알수카미 3명도 공항 주차장에 랜트카를 두고 6시 45분 보스턴에 도착했다. 6시 52분, 유나이티드 항공 175편을 납치해 몰 테러범 마르완 알셰히가 로건 공항의 공중전화에서 아타의 핸드폰에 전화를 걸었다.
포틀랜드에서 11편의 보딩패스를 주지 않았기 때문에, 아타와 알오마리는 보스턴에서 체크인을 하러 갔다. 포틀랜드에서 비행한 후 급하게 체크인을 하였지만, 공항에서 11편에 아타의 가방을 싣지 않았다. 알수콰미, 와일 알셰흐리, 왈레드 알셰흐리 3명도 보스턴에서 체크인을 했다. 와일 알셰흐리, 알수콰미 각각의 가방 1개를 검사했으나 왈리드 알셰흐리의 짐은 검사하지 않았다. CAPPS의 상세 수화물 검사에서는 3명 모두의 가방을 확인했다. CAPPS의 검사는 수화물에만 해당했기 때문에 납치범 3명은 승객 보안검색대에서 별다른 추가 검사를 받지 않았다.
7시 40분, 납치범 5명이 7시 45분 출발 예정인 비행기에 탑승했다. 모하메드 아타는 비즈니스 클래스의 8D, 압둘라흐즈 알오마리는 8G, 알수콰미는 10B에 탑승했다. 왈레드 알셰흐리, 와일 알셰흐리는 각각 퍼스트 클래스의 2B, 2A에 탑승했다. 예정보다 1분 늦은 7시 46분 항공기가 B32 게이트에서 푸쉬백했다. 7시 50분에는 런웨이에 택싱했다. 7시 59분 4R 활주로에서 비행기가 이륙했다.

### 하이재킹
9/11 위원회에서는 항공기 납치가 이뤄진 시점을 보스턴 항공 노선 관제 센터(보스턴 ARTCC, ZBW)에서 비행기와의 연락이 끊어진 8시 14분으로 추측하고 있다. 왈리드 알셰흐리가 제일 먼저 움직였다고 추측하고 있다. 8시 13분 29초, 매사추세츠주 중부에서 7,900m(26,000ft) 상공을 날던 비행기는 보스턴 ARTCC에서 오른쪽으로 기수를 20도 돌리라는 명령을 받았고 기장이 지시에 따랐다. 8시 13분 47초, 보스턴 ARTCC에서 11,000m(35,000ft) 순항 고도로 상승하라는 명령을 했지만 비행기는 응답하지 않았다. 8시 16분, 비행기는 8,800m(29,000ft)에서 하강하여 원래 예정된 경로에서 이탈했다. 보스턴 ARTCC는 여러 번 11편과 연락을 시도했으나 응답이 없었고 8시 21분에는 비행기의 Mode-C 트랜스폰더 신호가 끊겼다.
하이재킹 당시 아메리칸 항공과 연락을 취했던 항공 승무원 베티 옹과 에이미 스웨니는 전화를 통해 납치범이 승무원 카렌 마틴과 바바라 아레스테기를 찌르고 승객 다니엘 레윈의 목을 베었다고 말했다. 이스라엘계 미국인인 레윈은 이스라엘 방위군 특수부대인 세예레트 마트칼의 장교로 복무한 적이 있었다. 레윈은 9B에 앉았었고, 알수콰미는 그 뒷좌석인 10B에 앉았었다. 9/11 위원회는 레윈이 납치범을 제압하려다가 알수콰미가 칼로 그를 찔러 죽였다고 추측하고 있다. 레윈은 9.11 테러 최초 사망자로 추측된다. 아메리칸 항공 운영 센터와 4분 간의 통화 중, 베티 옹은 조종석과 통화가 되지 않으며 조종석에 접근할 수 없고, 승객 수명이 부상을 입었다고 알렸다. 옹은 납치범이 앉았었던 자리를 알려주어 나중에 수사관들이 납치범이 누구인지 쉽게 알게 해 주었다.
8시 23분 38초, 모하메드 아타는 기내에 방송을 했으나 아타가 버튼을 잘못 누르는 실수로 보스턴 ARTCC에 메시지를 보내게 되었다. 아타는 “우리들은 비행기들을 납치했다. 조용히 있으면 안전할 것이다. 가까운 공항으로 가고 있다.”라고 말했고, 항공관제사가 이를 들었다. 8시 24분 56초에는 아타가 “움직이지 마라. 다 괜찮다. 헛짓거리 하면 비행기랑 너가 위험해질 것이다. 가만히 있어라.”라고 말했다. 이 방송도 이전과 마찬가지로 원래 승객들에게만 들리게끔 하려고 했으나 실수로 항공관제사가 이 내용을 들었다. 아타가 방송을 내보내고 항공기와 연결이 끊어지자, 보스턴 ARTCC의 항공관제사는 여객기가 납치되었음을 알아챘다. 8시 26분, 비행기가 남쪽으로 기수를 꺾었다. 8시 32분, 헤른던에 있는 미국 연방항공청(FAA) 중앙센터로 납치 사실이 알려졌다.
8시 33분 59초, 아타는 “움직이지 마라. 우리는 공항으로 돌아가고 있다. 헛짓거리 하지 말라.”라고 방송했다. 8시 37분 8초, 유나이티드 항공 175편의 기장이 11편의 위치를 확인했다. 보스턴 ARTCC는 표준 규정을 우회하여 직접 뉴욕주 롬에 있는 북미항공우주방위사령부(NORAD) 북동부 항공 방위 구역(NEADS)에 연락했다. NEADS는 이 연락을 받고 메이슈피에 있는 오티스 주 공군 기지에서 F-15 2기를 이륙 명령을 내렸다. 오티스 기지에서는 명령을 받고 수분 후 이륙했다. 8시 43분, 아타는 마지막으로 맨해튼 쪽으로 비행기 방향을 돌렸다. 오티스 기지는 8시 46분 명령을 받고 아메리칸 항공 11편이 이미 세계 무역 센터 북쪽 타워에 들이받은 이후인 8시 53분에 F-15기가 출격했다. 9.11 테러에서 항공기 4대가 납치되었을 때, 아메리칸 항공 11편의 경우에는 NORAD가 항공기가 목표물에 충돌하기 직전까지 대응할 수 있을 시간은 불과 9분이었지만, 이 시간은 4대 중 제일 길었다.

### 충돌
8시 46분 30초, 모하메드 아타는 11편 비행기를 세계 무역 센터 북쪽 타워(WTC1)의 북쪽 면에 충돌시켰다. 이 비행기는 항공유 10,000갤런(38,000L)를 실은 채로 404knot(748km/h)의 속도로 북쪽 타워 93층에서 99층 사이에 충돌했다.

쥘 노데가 촬영한 아메리칸 항공 11편이 세계 무역 센터 북쪽 타워에 충돌하는 순간의 모습.

목격자들은 맨해튼에서 낮게 날아다니는 비행기를 보고 비행기가 위치를 잃어 조난당했다고 생각했다. 다큐멘터리 영화 9/11에 나왔던 뉴욕 소방국의 중위 윌리엄 월시는 항공기를 목격한 것에 대해 다음과 같이 말했다. “우리는 되게 인상깊었다. 비행기가 추락하는 것처럼 보였지만, 기계적인 문제가 있는 것처럼 보이지는 않았다. 우리는 왜 저 아메리칸 항공 비행기가 맨해튼 상공에서 낮게 비행하고 있는지 알 수 없었다. 우리는 가는 방향을 보고 허드슨 강 쪽으로 가고 있다고 생각했다. 하지만 그 비행기는 조금씩 상승하듯이 보이면서 세계 무역 센터로 곧장 향했다. 세계 무역 센터에 가기 직전, 갑자기 힘을 얻은 듯 속력이 빨라보였다. 우리는 세계 무역 센터를 향해 날아가는 비행기를 가만히 보고만 있었다. 그 순간 펑! 하면서 세계 무역 센터로 사라졌다.”
북쪽 타워에 입은 손상이 너무 커서 충돌한 구역 또는 그 윗층에서는 탈출할 방법이 없었다. 92층 윗쪽의 모든 계단과 엘리베이터가 끊어져 갈 수 없었고 이곳에서 1,344명이 갇혔다. 9/11 위원회의 보고서에 따르면 충돌 즉시 수백 명이 사망했고, 그 위에 갇힌 나머지 사람들은 연기와 화재로 질식사하거나 붕괴하면서 사망했고 일부는 건물에서 떨어지거나 뛰어내려 사망했다. 엘리베이터 통로를 통해 불타는 제트 연료가 건물 이리저리로 흘렀다. 엘리베이터 통로 하나 이상을 통해 화재가 아랫쪽으로 확산되어 77층, 22층, 서쪽 로비 지상층에 화재가 번졌다.

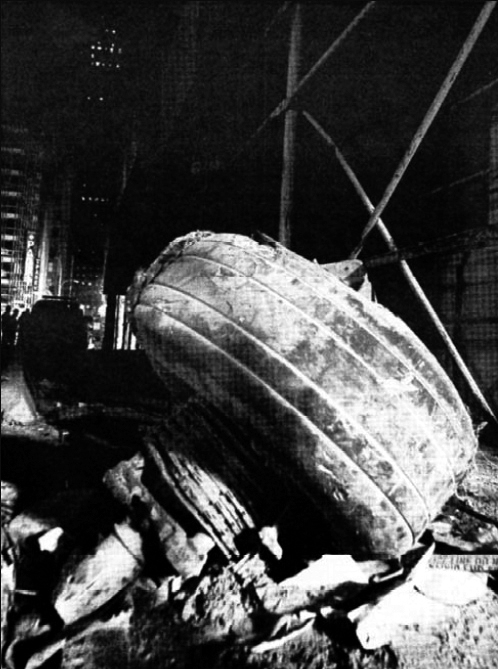
웨스트 가 - 렉터 가 교차로에 떨어진 11편의 렌딩 기어.

프랑스인 카메라멘인 쥘 노데와 체코인 이민자 파벨 흘라바가 충돌 장면을 녹화했다. 브루클린의 미술 전시회에 볼프강 스테흘레가 설치한 웹캠도 11편이 북쪽 타워에 충돌하는 모습을 4초에 한번씩 이미지로 촬영했다. 지상에 있던 WNYW의 뉴스카메라 또한 충돌 직후 영상을 촬영하고 8시 48분 텔레비전 방송으로는 제일 먼서 속보를 내보내며 다음과 같이 말했다. 처음에는 실수로 남쪽 타워라고 언급했으나, 3분 후 이를 정정하고 북쪽 타워에서 사고가 일어났다고 다시 내보냈다.
짐(WNYW의 짐 레인을 일컫지만, 당시에는 스튜디오에 없었다), 불과 몇 분 전에 어떤 비행기가 세계 무역 센터의 남쪽 타워에 충돌한 것 같습니다. 방금 전 불덩어리가 튀기는 것을 봤고, 지금 빌딩에서 연기가 나는 걸 보고 계실 겁니다. 우리는 무슨 일이 벌어진건지 잘 모르겠습니다. 방금 전에 엄청난 폭발이 일어났습니다. 지금 제 주변에서 사고 현장으로 향하는 응급차량의 소리를 들을 수 있을 것입니다. 이게 항공기 충돌일 수도 있고, 안에서 무슨 일이 벌어진 것일 수도 있습니다. 세계 무역 센터 남쪽 타워의 100층 근방에서 뚫려진 모습을 보면, 무언가가 밖에서 안으로 들어가서 생긴 것 같습니다.

처음 뉴스에서는 세계 무역 센터에서 폭발 또는 사고가 일어났다고 보도했다. CNN은 8시 49분 뉴스 속보를 편성하면서 ‘세계 무역 센터 사고’(World Trade Center Disaster)이라는 제목으로 보도했다. 이 뉴스 속보의 진행을 맡은 앵커 캐롤 린은 다음과 같이 말했다.
네. 방금 일어난 상황입니다. 여러분은 지금 매우 충격적인 생방송 장면을 보고 계십니다. 저 건물은 세계 무역 센터이며, 저희는 아침에 비행기가 세계 무역 센터에 충돌했다는 확인되진 않은 보고를 받았습니다. 방금 전 CNN 센터에서 이 사건에 대해 조사를 시작했고, 최대한 다양한 경로를 통해 정확히 무슨 일이 있었는지 알아보려고 하고 있습니다만, 오늘 아침 맨해튼 남쪽에서 분명 무언가 엄청난 일이 일어났다는 것만은 확실합니다. 다시 한번, 세계 무역 센터 중 한쪽 타워의 모습입니다.

나중에 CNN 뉴욕 지부에서 생방송 통화 중 CNN의 부회장 숀 무르타가 대형 상업 여객 제트기가 세계 무역 센터에 충돌했다고 보도했다. 이후 다른 텔레비전 네트워크에서도 정규 방송을 중단하고 충돌 속보를 내보냈다. 그 당시 대통령 조지 W. 부시는 새러소타의 엠마 E. 부커 초등학교에 있었다. 11편이 충돌한지 17분 후 유나이티드 항공 175편이 남쪽 타워에 충돌하기 전까지는 단순 충돌 사고로 보도했다.

## 여파

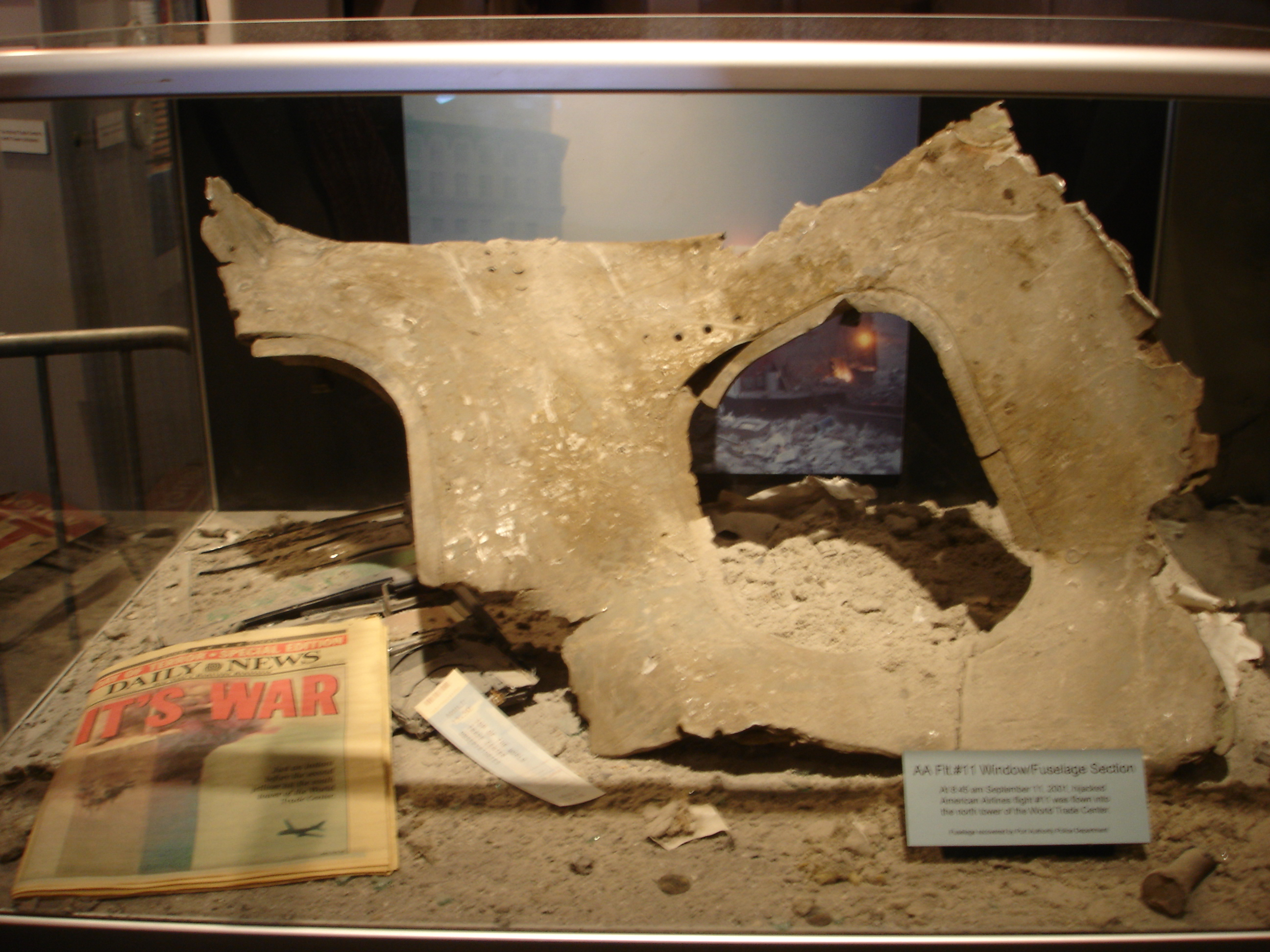
박물관에 전시된 11편의 잔해.

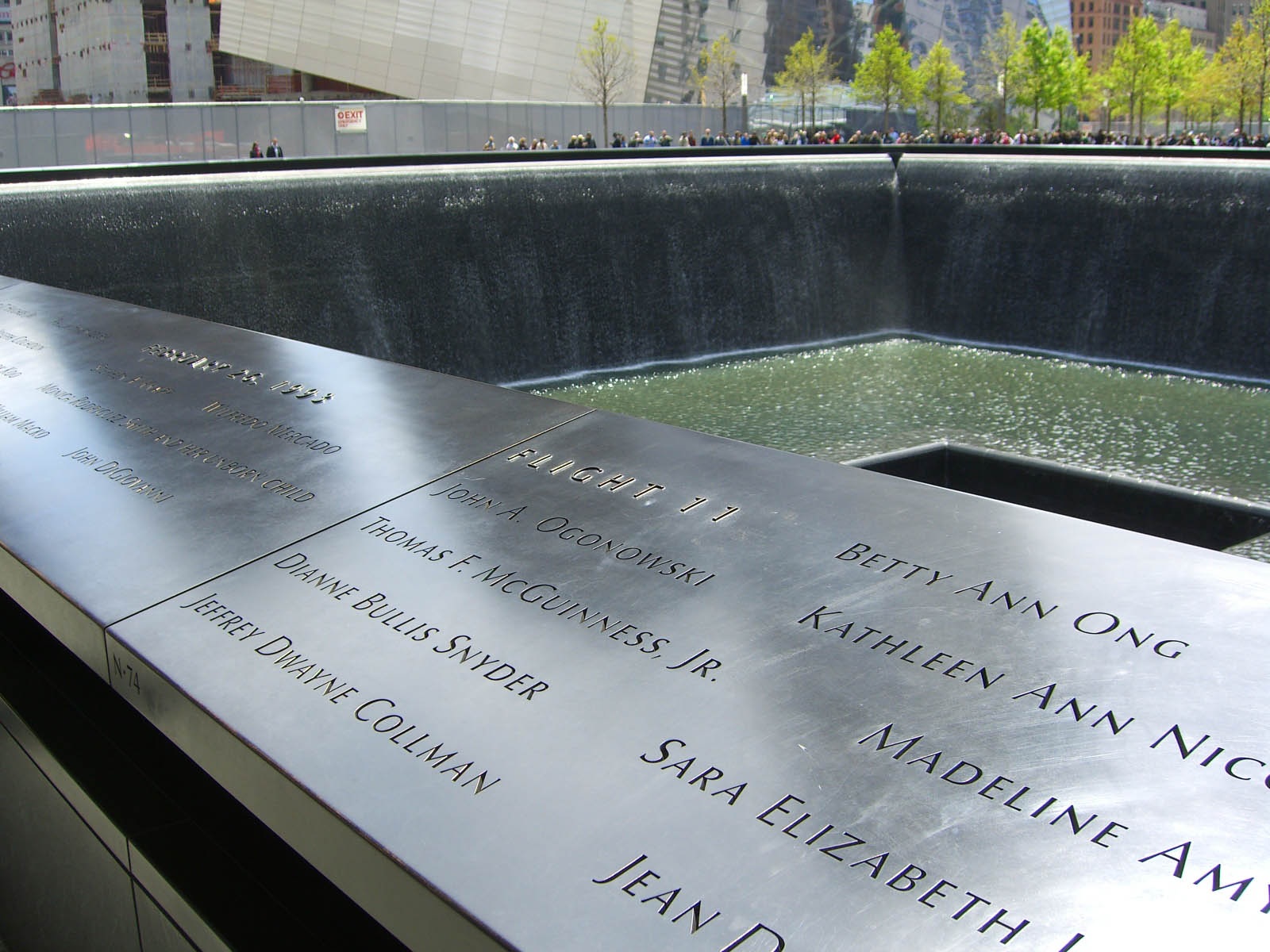
국립 9·11 테러 메모리얼 & 박물관의 North Pool N-74 패널에 있는 11편의 승무원 이름. 이 패널 및 인접한 4개의 패널에 승객의 이름이 적혀 있다.

충돌 후 북쪽 타워에 화재가 발생했고 102분 후인 10시 28분에 북쪽 타워가 붕괴되었다. 붕괴의 요인은 충돌 자체로 인한 구조적 손상보다는 제트 연료의 점화에 따른 화재로 인한 구조적 손상이 더 컸다. 타워가 붕괴되면서 항공기 승객과 건물 안에 있었던 사람과 더불어 구조 대원 수백 명도 사망했다. 북쪽 타워의 입주자였던 101층~105층의 캔터 피츠제럴드 회사는 직원 658명이 사망하면서 세계 무역 센터 내 입주했던 단일 회사중 가장 많은 직원이 사망했다.
세계 무역 센터 부지의 구조대원은 테러 하루 후 11편에 있었던 승객의 시신 일부를 발견했다. 몇 대원은 비행기 좌석에 묶인 사람의 시신 일부나 납치범에게 플라스틱 수갑으로 손이 묶인 승무원의 시신을 발견했다. 1년이 채 되지 않아 검시관은 11편에 탑승했던 사람 중 33명의 시신을 발견, 확인했다. 2006년에는 세계 무역 센터 부지 근방에서 최고 승무원 카렌 마틴을 포함하여 11편의 희생자 2명의 시신을 추가로 확인했다. 2007년 4월에는 새로운 DNA 판독 기술을 이용하여 11편에 탑승했던 사람의 시신 1명을 더 확인했다. 11편에 있었던 것으로 추측되는 납치범 2명의 시신도 확인했으며, 이들의 시신은 맨해튼 국립 9·11 테러 메모리얼 & 박물관에서 빠졌다. 나머지 납치범들의 시신은 신원이 확인되지 않았고, 나머지 신원이 확인되지 않은 사람들의 시신들과 함께 메모리얼 공원에 묻혀 있다.
알수콰미의 여권은 충돌에서 불타지 않고 남아 거리로 떨어졌다. 제트 연료에 배어 있던 이 여권은 남쪽 타워가 붕괴되기 직전 행인이 주워 뉴욕 시경찰국(NYPD)로 보내졌다. 또한, 실수로 비행기에 싣지 않은 모하메드 아타의 수화물도 검사관에 넘겨졌다. 이 짐에서 오마리의 여권과 운전면허증, 보잉 757 비행 시뮬레이터를 녹화한 카세트 테이프, 접이식 칼, 후추 스프레이가 나왔다. 수개월 후 아프가니스탄에서 촬영된 비디오에서 알카에다의 지도자 오사마 빈 라덴은 공격을 주도했다고 인정했다. 세계 무역 센터에 대한 공격은 빈 라덴은 단지 몇 층 정도가 무너질 것이라고 예상했지만 실제는 더 컸다라고 말했다. 하지만, 11편과 175편의 블랙박스는 찾지 못했다.
공격 이후 같은 시간에 같은 경로를 가는 이 비행편의 비행기 번호는 아메리칸 항공 25편으로 바뀌었다. 이 비행편은 보잉 767 대신 보잉 737을 사용한다. 11편이 로건 공항에서 출발했던 B32 게이트에는 미국 국기가 게양되어 있다.
2013년 4월 26일, 파크 플레이스의 두 건물 사이 랜딩 기어 조각이 발견된 곳 근처에서 보잉 767의 날개 플랩 조각이 발견되었다.
국립 9·11 테러 메모리얼 & 박물관의 노스 풀(North Pool) N-1, N-2, N-74 ~ N-76 패널에는 11편의 사망자 87명의 이름이 적혀 있다.

## 국적별 기내 사망자
참고: 이 목록에는 납치범 5명의 국적은 포함되어 있지 않다.
| 국적           | 승객 | 승무원 | 총합 |
| -------------- | ---- | ------ | ---- |
| 미국           | 73명 | 11명   | 84명 |
| 이스라엘       | 1명  | 0명    | 1명  |
| 영국           | 1명  | 0명    | 1명  |
| 오스트레일리아 | 1명  | 0명    | 1명  |
| 총합           | 76명 | 11명   | 87명 |

## 같이 보기
- 9.11 테러
- 유나이티드 항공 175편
- 아메리칸 항공 77편

### 내용주
1. ↑  원문: Okay, my name is Betty Ong. I'm Number 3 on Flight 11. Our Number 1 got stabbed. Our purser is stabbed. Nobody knows who stabbed who and we can't even get up to business class right now because nobody can breathe. And we can't get to the cockpit, the door won't open.
2. ↑  원문: We have some planes. Just stay quiet and you'll be O.K. We are returning to the airport.
3. ↑  원문: Nobody move. Everything will be okay. If you try to make any moves, you'll endanger yourself and the airplane. Just stay quiet.
4. ↑  원문: Nobody move, please. We are going back to the airport. Don't try to make any stupid moves.
5. ↑  NEADS/NORAD에서 아메리칸 항공 11편이 납치되었음을 알았을 때에는 충돌 9분 전인 8시 37분이었다. 이 9분이 NORAD 측에서 대응 가능한 시간이었다. 유나이티드 항공 175편이 납치되었음을 알았을 때에는 9시 3분이었고, 그와 동시에 남쪽 타워에 부딪쳤다. 아메리칸 항공 77편이 납치되었음을 알았을 때에는 펜타곤에 부딪치기 불과 4분 전이었다. 유나이티드 항공 93편이 납치되었음을 알았을 때에는 펜실베이니아 평지에서 추락하기 불과 4분전이었던 10시 7분이었다. 아메리칸 항공 77편의 9분은 대응할 수 있었던 시간 중 가장 길었다.
6. ↑  원문: We are in rapid descent ... we are all over the place. Oh, my God, we are too low!
7. ↑  원문: Jim, just a few moments ago, something believed to be a plane crashed into the South Tower of the World Trade Center. I just saw flames inside, you can see the smoke coming out of the tower; we have no idea what it was. It was a tremendous boom just a few moments ago. You can hear around me emergency vehicles heading towards the scene. Now this could have been an aircraft or it could have been something internal. It appears to be something coming from the outside, due to the nature of the opening on about the 100th floor of the South Tower of the World Trade Center.
8. ↑  원문: Yeah. This just in. You are looking at obviously a very disturbing live shot there. That is the World Trade Center, and we have unconfirmed reports this morning that a plane has crashed into one of the towers of the World Trade Center. CNN Center right now is just beginning to work on this story, obviously calling our sources and trying to figure out exactly what happened, but clearly something relatively devastating happening this morning there on the south end of the island of Manhattan. That is once again, a picture of one of the towers of the World Trade Center.

### 참조주
1. ↑  이중 한국인 사망자수는 28명
2. ↑  “Staff Report – "We Have Some Planes": The Four Flights – a Chronology” (PDF). 9/11 위원회. 2006년 4월 22일에 원본 문서 (PDF)에서 보존된 문서. 2015년 12월 3일에 확인함.
3. 1 2  Lagos, Marisa; Walsh, Diana (2006년 9월 11일). “S.F. firefighters, others honor peers who died on 9/11”. 《샌프란시스코 크로니클》. 2012년 3월 14일에 원본 문서에서 보존된 문서. 2015년 12월 3일에 확인함.
4. ↑  “미 동시다발 테러 시간대별 상황(종합)”. 연합뉴스. 2001년 9월 12일. 2015년 12월 3일에 확인함.
5. ↑  Richard Sisk & Monique el-Faizy (2004년 8월 24일). “Ex-Israeli commando tried to halt unfolding hijacking”. 《뉴욕 데일리 뉴스》. 2013년 8월 19일에 원본 문서에서 보존된 문서. 2015년 12월 3일에 확인함.
6. ↑  “Betty Ong's Call from 9/11 Flight 11”. 9/11 위원회. 2004년 3월 15일에 원본 문서에서 보존된 문서. 2015년 12월 3일에 확인함.
7. ↑  “9/11 commission hears flight attendant's phone call”. 《CNN》. 2004년 1월 27일. 2004년 2월 15일에 원본 문서에서 보존된 문서. 2015년 12월 3일에 확인함. 'The cockpit's not answering,' flight attendant Betty Ong said. 'Somebody's stabbed in business class, and, um, I think there's Mace that we can't breathe. I don't know; I think we are getting hijacked.' Ong, 45, was on board American Airlines Flight 11, the Boeing 767 en route from Boston, Massachusetts, to Los Angeles, California, that was flown into the north tower of the World Trade Center.
8. ↑  정양환 (2011년 9월 10일). “美잡지 ‘9·11 음성파일’ 공개… 테러범 “우리가 비행기 접수””. 동아일보. 2015년 12월 3일에 확인함.
9. ↑  “Transcript”. 《Bill Moyers Journal》. Public Broadcasting Service. 2007년 9월 14일. 2008년 4월 27일에 원본 문서에서 보존된 문서. 2015년 12월 3일에 확인함.
10. 1 2  McAllister, T. P.; Gann, R. G.; Averill, J. D.; Gross, J. L.; Grosshandler, W. L.; Lawson, J. R.; McGrattan, K. B.; Pitts, W. M.; Prasad, K. R.; Sadek, F. H.; Nelson, H. E. (2008년 8월). 《Structural Fire Response and Probable Collapse Sequence of World Trade Center Building 7 (Volume 1). Federal Building and Fire Safety Investigation of the World Trade Center Disaster (NIST NCSTAR 1–9)》. 미국 국립표준기술연구소 (NIST). 1–8쪽. 2013년 11월 2일에 원본 문서에서 보존된 문서. 2015년 12월 7일에 확인함.
11. ↑  Carter, Bill (2002년 2월 6일). “CBS to Broadcast Videotape Shot Inside Towers During Trade Center Attack”. 《뉴욕 타임스》. 2013년 12월 25일에 원본 문서에서 보존된 문서. 2015년 12월 3일에 확인함.
12. ↑  Glanz, James (2003년 9월 7일). “A Rare View of 9/11, Overlooked”. 《뉴욕 타임스》. 2008년 6월 1일에 원본 문서에서 보존된 문서. 2015년 12월 3일에 확인함.
13. ↑  Sachs, Susan (2001년 9월 15일). “After the Attacks: The Trade Center; Heart-Rending Discoveries as Digging Continues in Lower Manhattan”. 《뉴욕 타임스》. 2013년 12월 25일에 원본 문서에서 보존된 문서. 2015년 12월 3일에 확인함.
14. ↑  “Brief of Accident”. 미국 연방 교통 안전 위원회. 2006년 3월 7일. 2010년 5월 31일에 원본 문서 (PDF)에서 보존된 문서. 2015년 12월 3일에 확인함.
15. 1 2  “American Airlines Flight 11”. CNN. 2001년. 2008년 5월 16일에 원본 문서에서 보존된 문서. 2015년 12월 3일에 확인함.
16. 1 2 3 4  “Staff Report – "We Have Some Planes": The Four Flights — a Chronology” (PDF). 9/11 위원회. 2012년 10월 12일에 원본 문서 (PDF)에서 보존된 문서. 2015년 12월 3일에 확인함.
17. ↑  “American Airlines Flight 11 – Victims”. CNN. 2008년 5월 16일에 원본 문서에서 보존된 문서. 2015년 12월 3일에 확인함.
18. ↑  “Frasier Season 4 Episode 24 Odd Man Out”. 《TV.com》 (영어). 2015년 12월 11일에 원본 문서에서 보존된 문서.
19. 1 2  김종일 (2011년 12월 19일). “"그날 그 비행기에 탔더라면 전 죽었을 겁니다"”. 아시아경제. 2015년 12월 3일에 원본 문서에서 보존된 문서. 2015년 12월 3일에 확인함.
20. ↑  Weinraub, Bernard (2004년 7월 7일). “The Young Guy Of 'Family Guy'; A 30-Year-Old's Cartoon Hit Makes An Unexpected Comeback”. 《뉴욕 타임스》. 2015년 12월 3일에 확인함.
21. ↑  “Mark Wahlberg sorry for saying he would have thwarted 9/11 terrorists”. 《폭스 뉴스 채널》. 2012년 1월 18일. 2013년 11월 2일에 원본 문서에서 보존된 문서. 2015년 12월 3일에 확인함.
22. ↑  Copley, Rich. “Backstreet Boy feels victims' families' pain | Flight 5191: Stories from Sept. 2-21, 2006”. Kentucky.com. 2015년 10월 31일에 원본 문서에서 보존된 문서. 2015년 12월 3일에 확인함.
23. ↑  “Extract: 'We have some planes'”. BBC 뉴스. 2004년 7월 23일. 2008년 12월 16일에 원본 문서에서 보존된 문서. 2015년 12월 3일에 확인함.
24. 1 2 3 4 5 6 7 8 9  “'We Have Some Planes'”. National Commission on Terrorist Attacks Upon the United States. 2004년 7월. 2008년 5월 11일에 원본 문서에서 보존된 문서. 2015년 12월 3일에 확인함.
25. ↑  Kehaulani Goo, Sara (2005년 2월 13일). “Papers Offer New Clues On 9/11 Hijackers' Travel”. 《워싱턴 포스트》. 2012년 5월 27일에 원본 문서에서 보존된 문서. 2015년 12월 3일에 확인함.
26. ↑  Dorman, Michael (2006년 4월 17일). “Unraveling 9–11 was in the bags”. 《뉴스데이》. 2013년 11월 3일에 원본 문서에서 보존된 문서. 2015년 12월 3일에 확인함.
27. 1 2  “Excerpts From Statement by Sept. 11 Commission Staff”. 《뉴욕 타임스》. 2004년 6월 17일. 2013년 11월 14일에 원본 문서에서 보존된 문서. 2015년 12월 3일에 확인함.
28. 1 2  “Investigating 9–11 – The doomed flights”. 《샌프란시스코 크로니클》. 2004년 7월 23일. 2012년 5월 23일에 원본 문서에서 보존된 문서. 2015년 12월 3일에 확인함.
29. ↑  “The Aviation Security System and the 9/11 Attacks – Staff Statement No. 3” (PDF). 9/11 위원회. 2008년 5월 28일에 원본 문서 (PDF)에서 보존된 문서. 2015년 12월 3일에 확인함.
30. ↑  “9/11 Investigation (PENTTBOM)”. 《연방수사국 (FBI)》. 미국 법무부. 2001년 9월. 2008년 5월 14일에 원본 문서에서 보존된 문서. 2015년 12월 3일에 확인함.
31. ↑  "Transcripts of Flight 11 and Flight 175" 뉴욕 타임스, 2001년 10월 16일, 2015년 12월 3일 확인.
32. ↑  Johnson, Glen (2001년 11월 13일). “Probe reconstructs horror, calculated attacks on planes”. 《보스턴 글로브》. 2012년 12월 2일에 원본 문서에서 보존된 문서. 2015년 12월 3일에 확인함.
33. 1 2 3 4 5 6 7 8 9  “Flight Path Study – American Airlines Flight 11” (PDF). 미국 연방 교통 안전 위원회. 2002년 2월 19일. 2009년 2월 1일에 원본 문서 (PDF)에서 보존된 문서. 2015년 12월 3일에 확인함.
34. ↑  “Transcript”. 《Bill Moyers Journal》. PBS. 2007년 9월 14일. 2008년 4월 27일에 원본 문서에서 보존된 문서. 2015년 12월 7일에 확인함.
35. ↑  “Excerpt: A travel day like any other until some passengers left their seats”. 《시애틀 타임스》. 2004년 7월 23일. 2011년 11월 19일에 원본 문서에서 보존된 문서. 2015년 12월 7일에 확인함.
36. ↑  “Inside the failed Air Force scramble to prevent the Sept. 11 attacks”. MSNBC. 2004년 6월 28일. 2015년 12월 22일에 원본 문서에서 보존된 문서. 2015년 12월 7일에 확인함.
37. ↑  Woolley, Scott (2007년 4월 23일). “Video Prophet”. 《포브스》. 2008년 12월 16일에 원본 문서에서 보존된 문서. 2015년 12월 7일에 확인함.
38. ↑  Hersh, Seymour M. (2001년 10월 29일). “Watching the Warheads: The risks to Pakistan's nuclear arsenal.”. 《더 뉴요커》 (영어).
39. 1 2  Sisk, Richard; El-Faizy, Monique (2004년 7월 24일). “First Victim Died A Hero On Flt. 11 Ex-Israeli commando tried to halt unfolding hijacking”. 《데일리 뉴스》. 2015년 12월 7일에 확인함.
40. ↑  Eggen, Dan (2002년 3월 2일). “Airports Screened Nine of Sept. 11 Hijackers, Officials Say; Kin of Victims Call for Inquiry into Revelation”. 《워싱턴 포스트》.
41. ↑  Ron Jager, Danny Lewin: The First Victim Of 9/11 2011년 10월 17일 보존본, 5TJT, 2011년 9월 8일
42. 1 2  Sullivan, Laura (2004년 1월 28일). “9/11 victim calmly describes hijack on haunting tape”. 《볼티모어 선》. 2011년 6월 4일에 원본 문서에서 보존된 문서. 2015년 12월 7일에 확인함.
43. ↑  미국 버지니아주 동부 구역 지방 법원 (2006년 3월 7일). “USA v. Zacarias Moussaoui – Trial Testimony by David Raskin”. 미국 법무부. 2013년 12월 23일에 원본 문서에서 보존된 문서. 2015년 12월 7일에 확인함.
44. 1 2  “9/11 recordings chronicle confusion, delay”. CNN. 2004년 6월 17일. 2013년 10월 29일에 원본 문서에서 보존된 문서. 2015년 12월 7일에 확인함.
45. ↑  Ellison, Michael (2001년 10월 17일). “'We have planes. Stay quiet' – Then silence”. 《가디언》 (런던). 2008년 6월 17일에 원본 문서에서 보존된 문서. 2015년 12월 7일에 확인함.
46. ↑  Kean, Thomas H.; Hamilton, Lee H. (2006). 〈The Story in the Sky〉. 《Without Precedent》. Alfred A. Knopf. 263쪽. ISBN 978-0-307-26377-3.
47. ↑  Gero, David (2009년). 《Aviation Disasters, The world's major civil airliner crash since 1950》. The History Press. 326쪽. ISBN 978-0-7524-5039-1.
48. ↑  “NIST NCSTAR1-5: Reconstruction of the Fires in the World Trade Center Towers” (PDF). 미국 국립표준기술연구소. 2005년 10월. 2008년 5월 30일에 원본 문서 (PDF)에서 보존된 문서. 2015년 12월 7일에 확인함.
49. ↑  “World Trade Center Task Force Interview – Lieutenant William Walsh” (PDF). 《뉴욕 타임스》. 2002년 1월 11일. 2008년 5월 30일에 원본 문서 (PDF)에서 보존된 문서. 2015년 12월 7일에 확인함.
50. 1 2  Dwyer, Jim; Lipton, Eric;  외. (2002년 5월 26일). “102 Minutes: Last Words at the Trade Center; Fighting to Live as the Towers Die”. 《뉴욕 타임스》. 2013년 11월 14일에 원본 문서에서 보존된 문서. 2015년 12월 7일에 확인함.
51. ↑  “Heroism and Horror”. 9/11 위원회. 2004년. 2007년 8월 15일에 원본 문서에서 보존된 문서. 2015년 12월 7일에 확인함.
52. ↑  Cauchon, Dennis; Moore, Martha T. (2002년 9월 4일). “Elevators were disaster within disaster”. 《USA 투데이》. 2015년 12월 7일에 확인함.
53. ↑  Producers: Colette Beaudry and Michael Cascio (2005년 9월 23일). 〈Zero Hour〉. 《Inside 9/11》. 내셔널 지오그래픽 채널.
54. ↑  Hamburger, Ronald;  외. (2002년 5월). “World Trade Center Building Performance Study” (PDF). 《FEMA》 (New York, New York: 미국 연방재난관리청) 403: 19. 2008년 5월 27일에 원본 문서 (PDF)에서 보존된 문서. 2015년 12월 7일에 확인함.
55. ↑  Carter, Bill (2002년 2월 6일). “CBS to Broadcast Videotape Shot Inside Towers During Trade Center Attack”. 《뉴욕 타임스》. 2013년 12월 25일에 원본 문서에서 보존된 문서. 2015년 12월 7일에 확인함.
56. ↑  Glanz, James (2003년 9월 7일). “A Rare View of 9/11, Overlooked”. 《뉴욕 타임스》. 2008년 6월 1일에 원본 문서에서 보존된 문서. 2015년 12월 7일에 확인함.
57. ↑  Staehle, Wolfgang. “Rare Scenes from 9/11”. 《Vanity Fair》. 2013년 12월 15일에 원본 문서에서 보존된 문서. 2015년 12월 7일에 확인함.
58. 1 2 3  딕 올리버 (2001년 9월 11일). 《NY Good Day : FOX5NEWS : September 11, 2001 8:00am-9:00am EDT》 (텔레비전) (영어). WNYW. 2015년 12월 12일에 확인함.
59. 1 2  캐롤 린 (2001년 9월 11일). 《CNN Sept. 11, 2001 8:48 am - 9:29 am》 (텔레비전) (영어). CNN. 2015년 12월 3일에 확인함.
60. 1 2 3  “CNN Breaking News Terrorist Attack on United States”. CNN. 2001년 9월 11일. 2008년 7월 5일에 원본 문서에서 보존된 문서. 2015년 12월 7일에 확인함.
61. ↑  Sammon, Bill (2002년). 《Fighting Back》. Regnery Publishing. 85쪽. ISBN 978-0-89526-149-6. 2015년 12월 7일에 확인함.
62. ↑  “North Pool: Panel N-74 – John A. Ogonowski”. 국립 9·11 테러 메모리얼 & 박물관. 2013년 7월 27일에 원본 문서에서 보존된 문서. 2015년 12월 7일에 확인함.
63. ↑  National Construction Safety Team (2005년 9월). 〈Executive Summary〉. 《Final Report on the Collapse of the World Trade Center Towers》 (PDF). 《미국 국립표준기술연구소》 (미국 상무부). 2008년 5월 27일에 원본 문서 (PDF)에서 보존된 문서. 2015년 12월 7일에 확인함.
64. ↑  Miller, Bill (2002년 5월 1일). “Report Assesses Trade Center's Collapse”. 《워싱턴 포스트》. 2012년 5월 24일에 원본 문서에서 보존된 문서. 2015년 12월 7일에 확인함.
65. ↑  Williams, Timothy (2005년 4월 5일). “Report on Trade Center Collapses Emphasizes Damage to Fireproofing”. 《뉴욕 타임스》. 2012년 1월 7일에 원본 문서에서 보존된 문서. 2015년 12월 7일에 확인함.
66. ↑  “Police back on day-to-day beat after 9/11 nightmare”. CNN. 2002년 7월 21일. 2008년 5월 17일에 원본 문서에서 보존된 문서. 2015년 12월 7일에 확인함.
67. ↑  “Cantor rebuilds after 9/11 losses”. BBC. 2006년 9월 4일. 2008년 4월 6일에 원본 문서에서 보존된 문서. 2015년 12월 7일에 확인함.
68. ↑  Sachs, Susan (2001년 9월 15일). “After the Attacks: The Trade Center; Heart-Rending Discoveries as Digging Continues in Lower Manhattan”. 《뉴욕 타임스》. 2013년 12월 25일에 원본 문서에서 보존된 문서. 2015년 12월 7일에 확인함.
69. ↑  Gardiner, Sean; Rayman, Graham (2001년 9월 15일). “Hijackers May Have Used Handcuffs”. 《AM 뉴욕》. 2007년 3월 27일에 원본 문서에서 보존된 문서. 2015년 12월 7일에 확인함.
70. ↑  O'Shaughnessy, Patrice (2002년 9월 11일). “More Than Half Of Victims Id'd”. 《데일리 뉴스》 (New York). 2009년 8월 25일에 원본 문서에서 보존된 문서. 2015년 12월 7일에 확인함.
71. ↑  Brubaker, Bill (2006년 11월 2일). “Remains of Three 9/11 Victims Identified”. 《워싱턴 포스트》. 2015년 12월 7일에 확인함.
72. ↑  Holusha, John (2006년 11월 2일). “3 Trade Center Victims Identified by DNA”. 《뉴욕 타임스》. 2015년 12월 7일에 확인함.
73. ↑  Gaskell, Stephanie (2007년 4월 11일). “9/11 Plane Passenger Id'd”. 《뉴욕 포스트》. 2012년 10월 24일에 원본 문서에서 보존된 문서. 2015년 12월 7일에 확인함.
74. ↑  Kelley, Tina (2003년 3월 1일). “Officials Identify Remains of Two Hijackers Through DNA”. 《뉴욕 타임스》. 2013년 12월 25일에 원본 문서에서 보존된 문서. 2015년 12월 7일에 확인함.
75. ↑  Standora, Leo (2003년 3월 1일). “ID Remains OF 2 WTC Hijackers”. 《데일리 뉴스》 (New York). 2009년 8월 25일에 원본 문서에서 보존된 문서. 2015년 12월 7일에 확인함.
76. ↑  〈Chronology〉. 《Monograph on 9/11 and Terrorist Travel》 (PDF). 9/11 위원회. 40쪽. 2008년 5월 29일에 원본 문서 (PDF)에서 보존된 문서. 2015년 12월 7일에 확인함.
77. ↑  “Hijackers Timeline” (PDF). Federal Bureau of Investigation / 911myths.com. 2008년 5월 30일에 원본 문서 (PDF)에서 보존된 문서. 2015년 12월 7일에 확인함.
78. ↑  이민주 (2007년 9월 11일). “빈 라덴 9·11 테러 납치범 찬양 새 비디오테이프 공개”. 한국일보. 2015년 12월 3일에 확인함.
79. ↑  “Transcript of Bin Laden videotape”. 내셔널 퍼블릭 라디오. 2001년 12월 13일. 2008년 5월 12일에 원본 문서에서 보존된 문서. 2015년 12월 7일에 확인함.
80. ↑  “9-11 Commission Report – Notes”. 9/11 위원회. 2004년. 2008년 5월 30일에 원본 문서에서 보존된 문서. 2015년 12월 7일에 확인함.
81. ↑  “Logan Airport bears memory of its fateful role with silence”. 《보스턴 글로브》. 2002년 9월 12일. 2007년 3월 12일에 원본 문서에서 보존된 문서. 2015년 12월 7일에 확인함.
82. ↑  Goldstein, Joseph (2013년 4월 26일). “11 Years Later, Debris From Plane Is Found Near Ground Zero”. 《뉴욕 타임스》. 2014년 4월 17일에 원본 문서에서 보존된 문서. 2015년 12월 7일에 확인함.
83. ↑  Goodman, J. David (2013년 4월 29일). “Jet Debris Near 9/11 Site Is Identified as Wing Part”. 《뉴욕 타임스》. 2014년 1월 4일에 원본 문서에서 보존된 문서. 2015년 12월 7일에 확인함.
84. ↑  “About: The Memorial Names Layout”. 《Memorial Guide》 (영어). 국립 9·11 테러 메모리얼 & 박물관. 2013년 7월 27일에 원본 문서에서 보존된 문서. 2011년 12월 11일에 확인함.

## 서지
- Kean, Thomas y Hamilton Lee (2006년).  Alfred A. Knopf, 편집. 《Without Precedent: The Inside Story of the 9/11 Commission》. ISBN 0-307-26377-0.